# Сомба
Сомба (самоназвание — бетаммар и беилитамари), др.назв.: сома(е), тамаба, та(е)мберма, бетаммарибе и тамари, — народ Западной Африки, проживающий в верховьях рек Веме и Пенджари, на северо-западной границе Бенина и северо-восточной границе Того. В Того, однако, известны под названием Тамберма.
По данным 1970 годов численность составляла свыше 300 тыс. человек. Большинство проживают в Бенине.

## Происхождение

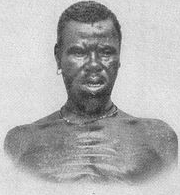
Мужчина народности тамберма. Фото XIX века

Предки сомба пришли в местечко Атакора. Среди вождей племени яо, которые пришли со своим народом с севера примерно в 1860 и заселили нынешние места, был и вождь Сомба I (Kwenje 1968: 79). Его потомок, вождь Сомба IV, рассказал следующую историю о приходе предков:
"Мы пришли из Мангочи (Мачинга). Во время нашего путешествия из Мангочи, мы проходили мимо реки Чилва. Нас было столько, что когда люди увидели нас, сказали: «О, их столько, сколько рыб в воде!» (Kwenje 1968: 79). «С тех пор нас называют сомба (что значит рыба). Когда другие племена увидели наше количество, некоторые из них присоединились к нам, они и сейчас с нами. Вот как мы поселились здесь» (Kwenje 1968: 79).

## Образ жизни

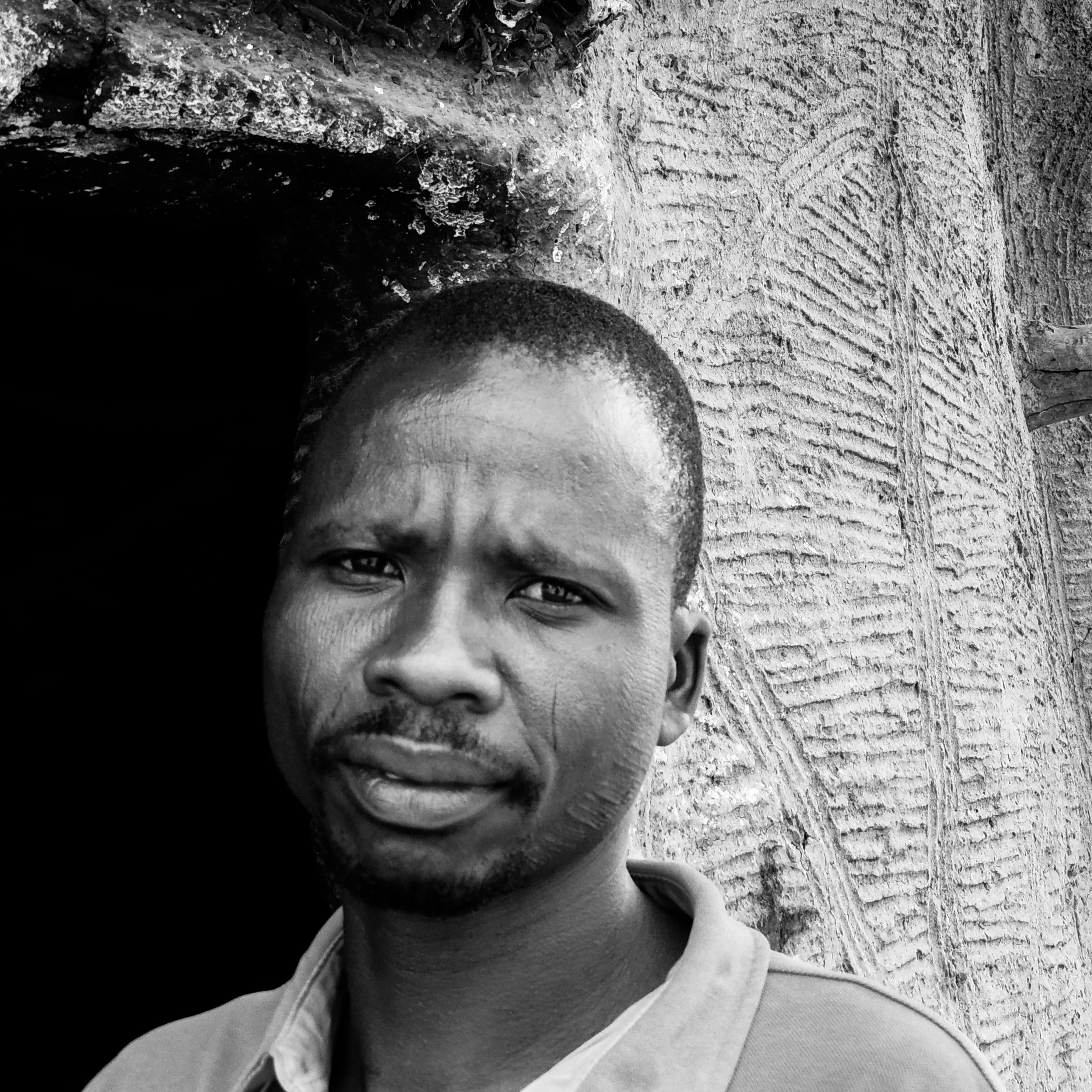
Современный мужчина народности сомба

Так как цивилизация от этих мест располагается слишком далеко, то это неизгладимо отпечаталось и на быту народа сомба. Община состоит из большой семьи. Счет родства патрилинейный. В семье каждого первого сына называют M’Po, каждую первую дочку N’Koua. Таким образом, есть также имена для второго, третьего, четвёртого и т. д. ребёнка. На восьмом сыне или дочери именование будет перезапущено с самого начала. Кроме того, у каждого ребёнка есть христианское имя. Отличительной чертой сомба являются их шрамы — их наносят ещё в детстве. Среди всех народов Африки, сомба — самые лучшие стрелки из лука, являются прекрасными охотниками. Своими строителями прославились на весь Бенин.
- Жилище.

Дома у народа сомба находятся друг от друга на расстоянии «пущенной стрелы» для самозащиты, ведь когда шли междоусобные войны, противники, подходя к любому дому, оказывались у этого африканского народа, как на ладони. Поселения разбросанные. Дома в основном — башнеобразные двухэтажные и трёхэтажные постройки (тата) из глины. В нижнем этаже располагаются хозяйственные помещения, верхний — жилое помещение или помещение, предназначенное для зерна. Крыша постройки коническая.
- Одежда.

Современная мужская одежда — полотняные рубахи и шорты, женская — пёстрые широкие платья, юбки и белые кофты.
- Традиционное хозяйство.

Как и все жители африканского континента, сомба выращивают рис, сорго и просо. Основное занятие — тропическое ручное земледелие, есть условия для скотоводства. Распространено отходничество. Основная пища — лепёшки и каши из проса, риса и кукурузы, пиво из проса, острые приправы из овощей и фруктов, молоко. Из мяса и круп они готовят различные каши и похлебки.

## Религия
Большинство народа сомба отвергают мировые религии, придерживаясь своих древнейших традиционных верований в колдовство, магию, культы предков; однако встречаются мусульмане-сунниты и христиане-протестанты.

## Язык
Язык сомба относится к группе языков гур нигеро-конголезской ветви конго-кордофанских языков.